# Веселов Артем Вікторович
Артем Вікторович Веселов (нар. 9 квітня 1991) — військовослужбовець[неавторитетне джерело], підприємець, експерт із військової підготовки. Співзасновник центрів стратегічної взаємодії та оборонної підготовки «Backyard Camp», ГВД платформи розвитку стартапів у галузі оборонних технологій «Resist Hub». Професійний автоспортсмен[ангажоване джерело].

## Освіта
Народився, а також навчався в школі та університеті в Києві.
Навчання у вищих навчальних закладах:
- 2015—2018 — Київський національний університет імені Тараса Шевченка (магістр права).
- 2008—2012 — Київський національний торгово–економічний університет (бакалавр менеджменту у сфері гостинності).

## Участь у російсько-українській війні
У 2022 року, після початку повномасштабного російського вторгнення в Україну, Артем Веселов долучився до сил спротиву України. Брав участь у бойових діях проти російських військ у складі підрозділів, що обороняли територіальну цілісність та незалежність України[ангажоване джерело]. 2024 року під час виконання бойового завдання отримав поранення і станом на серпень 2025 року проходить лікування[ангажоване джерело].

## Діяльність

### До повномасштабного вторгнення РФ в Україну
До початку повномасштабної війни Артем Веселов очолював та консультував проєкти у галузі IT, а до цього працював в інвестиційно-банківському секторі.
Крім того, до 2022 року працював у проєктах, направлених на позитивні зміни у державі. Зокрема, з 2017 по 2025 рік був консультантом з розвитку інфраструктурних проєктів Міністерства інфраструктури України.
Також професійно займався автоспортом та мав титул чемпіона України[ангажоване джерело].

### Після початку повномасштабного вторгнення РФ в Україну
З початком вторгнення приєднався до сил спротиву України та змінив свою діяльність на проєкти воєнного часу: як комерційні, так і неприбуткові[ангажоване джерело].
Зокрема, 2022 року Артем разом із партнером Дмитром Зубковим заснували Backyard Camp — український неприбутковий центр військової підготовки й комплексну військово-освітню платформу.
Наприкінці весни 2025 року Веселов став директором Resist.Hub — платформи, метою якої є виведення українських оборонних нововведень на міжнародні ринки шляхом інвестування та подальшого професійного супроводу усього інноваційного та бізнес-циклу[прояснити: ком.] продукту чи технології.